# John Simmit
 (janvier 2018).
Si vous disposez d'ouvrages ou d'articles de référence ou si vous connaissez des sites web de qualité traitant du thème abordé ici, merci de compléter l'article en donnant les références utiles à sa vérifiabilité et en les liant à la section « Notes et références ».
John Simmit est un acteur britannique né le 20 juillet 1963 à Birmingham. 

## Biographie
À la suite de ses cours de théâtre puis de basketteur en parallèle à sa carrière de comédien, il joua entre 1997 et 2001 le rôle de Dipsy dans la série de jeunesse Les Télétubbies. Grâce à son interprétation, il devint un habitué de longue date de la chaîne BBC avec les émissions The Gadget Show et Comedy on the Sofa. Il a aussi prêté sa voix au personnage Pixel dans la série islandaise Lazy Town entre 2013 et 2014 pour remplacer Ronald Binion. S'il joue principalement au théâtre, il devient une mascotte grâce au rôle de Dipsy des Télétubbies et fut invité lors des émissions ou conventions pour enfants toujours déguisé en Dipsy.  

### Carrière au basket
Entre 2004 et 2010, il joua du basket en tant qu'amateur puis évolua au poste défenseur. Selon des sources, il fut repéré pour le rôle de Dipsy par Anne Wood grâce à sa carrière amateur de basketteur. 

## Filmographie

### Séries télévisées
- 1994: The Real McCoy - Invité
- 1997-2001 : Les Télétubbies : Dipsy
- 2002 : Teletubbies Everywhere : Dipsy
- 2007: Mug Travel
- 2013: Respect: A Felix Dexter Special- Lui-même
- 2013-2014: Lazy Town : Pixel (2ème voix) (non crédité)
- 2014: The Gadget Show - Lui-même